# SJ Y1
De Y 1 en YF 1 is een dieselhydraulische motorwagen voor het regionaal personenvervoer van de Zweedse spoorwegonderneming Statens Järnvägar (SJ). In Zweden hadden de treinen de bijnaam Pizzaracer, vanwege hun Italiaanse herkomst. De treinen reden/rijden ook in Kroatië, Cuba, Noorwegen, Servië, Kosovo en Uruguay.

## Geschiedenis
Het treinen werden door Fiat Ferroviaria ontwikkeld uit de ALn 668 van de Ferrovie dello Stato (FS). Er zijn in totaal 70 treinen waarvan 12 met bagageafdeling gebouwd bij Fiat Ferroviaria. Deze treinen vervingen oudere treinen van het type Y6. De eerste 25 treinen hadden 76 zitplaatsen, bij de volgende treinen werd dit verminderd tot 68 zitplaatsen. Onder invloed van de politiek werden de laatste 30 treinen gebouwd bij Kalmar Verkstad in Kalmar. Ook werden 6 treinen later voorzien van een bagageafdeling.
In 1996 kocht Banverket van Statens Järnvägar een trein als inspectievoertuig en nam deze onder nummer PMV 2000 in gebruik.
In 1996 verkocht Statens Järnvägar 35 treinen naar Kroatië als HZ 7722, 10 treinen naar Servië als ŽS 710 en 3 treinen naar Noorwegen als NSB Y1.

## Constructie en techniek
Deze trein is opgebouwd uit een stalen frame van geprofileerde platen. Deze treinen kunnen tot zes eenheden gecombineerd rijden. De treinen zijn uitgerust met motoren van FIAT. In de jaren 1990 werd voor proef een aantal voorzien van krachtigere Volvomotoren.

## Overzicht
Hierbeneden volgt een overzichttabel op de bewaard gebleven treinen uit de serie.
| Nummer | Verkocht                           | Kleurstelling                                  | Hernummerd in | Opmerkingen                                                           |
| ------ | ---------------------------------- | ---------------------------------------------- | ------------- | --------------------------------------------------------------------- |
| 1267   | HŽ (Kroatië)                       | HŽ oranje                                      | 7122.024      |                                                                       |
| 1268   | Inlandsbanan                       | IBAB rood/wit                                  |               | "#Inlandsbanan"                                                       |
| 1269   | Inlandsbanan                       | IBAB rood/wit                                  |               | "#Inlandsbanan"                                                       |
| 1270   | Västtrafik                         | VT grijs/geel                                  |               | Dienst in "serie" 63 (kijk in volgende tabel)                         |
| 1271   | Västtrafik                         | VT grijs/geel                                  |               | Dienst in "serie" 63 (kijk in volgende tabel)                         |
| 1272   | Västtrafik                         | VT grijs/geel                                  |               | Dienst in "serie" 63 (kijk in volgende tabel)                         |
| 1273   | AFE                                | Lijkt de Nederlandse Sprinter                  | onbekend      |                                                                       |
| 1274   | ŽS (Servië)                        | ŽS rood                                        | 710-002       |                                                                       |
| 1275   | ŽS (Servië)                        | ŽS rood                                        | 710-010       |                                                                       |
| 1276   | Tågåkeriet i Bergslagen AB (Tågab) | Tågab wit/rood                                 |               | Ter zijde in Kristinehamn na brand in Torsby                          |
| 1277   | HŽ (Kroatië)                       | HŽ oranje                                      | 7122.034      |                                                                       |
| 1278   | Norrtåg/Botniatåg AB               | grijs met gele band                            |               | Maakt onderdeel van 62-vloot voor "serie" 34 (kijk in volgende tabel) |
| 1279   | Norrtåg/Botniatåg AB               | grijs met gele band                            |               | Maakt onderdeel van 62-vloot voor "serie" 34 (kijk in volgende tabel) |
| 1280   | Värmlandstrafik                    | grijs met gele band                            |               | Ter zijde                                                             |
| 1281   | HK (Kosovo)                        | onbekend                                       | Y1 01         |                                                                       |
| 1208   | ŽS (Servië)                        |                                                |               |                                                                       |
| 1287   | ŽS (Servië)                        | onbekend                                       | 710-001       |                                                                       |
| 1288   |                                    |                                                |               | Gesloopt *)                                                           |
| 1289   | Tågkompaniet/TiB                   | TiB rood/wit/grijs                             |               |                                                                       |
| 1290   | Norrtåg/Botniatåg AB               | grijs met gele band                            |               | Maakt onderdeel van 62-vloot voor "serie" 34 (kijk in volgende tabel) |
| 1291   | HŽ (Kroatië)                       | HŽ oranje                                      | 7122.028      |                                                                       |
| 1292   | Noorwegen                          |                                                |               | Taraldsvik Maskin AS                                                  |
| 1293   | HŽ (Kroatië)                       | HŽ oranje                                      | 7122.016      |                                                                       |
| 1294   | HŽ (Kroatië)                       | HŽ oranje                                      | 7122.028      |                                                                       |
| 1295   | Norrtåg/Botniatåg AB               | grijs met gele band                            |               | Maakt onderdeel van 62-vloot voor "serie" 34 (kijk in volgende tabel) |
| 1296   | Svensk Tågkraft AB                 |                                                |               | Opgesteld in Nässjö                                                   |
| 1297   | Stichting DVVJ                     |                                                |               | Museumstel "De vackra vyernas järnväg"                                |
| 1298   | Kroatië (HŽ)                       | HŽ oranje                                      | 7122.017      |                                                                       |
| 1299   | Spoorwegmuseum Nässjö              |                                                |               |                                                                       |
| 1301   | HŽ (Kroatië)                       | HŽ oranje                                      | 7122.008      |                                                                       |
| 1302   | HŽ (Kroatië)                       | HŽ oranje                                      | 7122.011      |                                                                       |
| 1304   | HK (Kosovo)                        |                                                | Y1 02         |                                                                       |
| 1305   | HŽ (Kroatië )                      | HŽ oranje                                      | 7122.020      |                                                                       |
| 1306   | HK (Kosovo)                        |                                                | Y1 03         |                                                                       |
| 1307   | HŽ (Kroatië)                       | HŽ oranje                                      | 7122.018      |                                                                       |
| 1308   | ŽS (Servië)                        |                                                | 710-008       |                                                                       |
| 1309   | HŽ (Kroatië)                       | HŽ oranje                                      | 7122.006      |                                                                       |
| 1310   | östgötatrafiken → AFE              | Lijkt de Nederlandse Sprinter                  |               |                                                                       |
| 1311   | Noorwegen                          |                                                |               | Baneservice                                                           |
| 1317   | Östgötatrafiken → AFE              | Lijkt de Nederlandse Sprinter                  | onbekend      |                                                                       |
| 1318   | HŽ (Kroatië)                       | HŽ oranje                                      | 7122.035      |                                                                       |
| 1319   | HŽ (Kroatië)                       | HŽ oranje                                      | 7122.009      | Later hernummerd in -.031                                             |
| 1322   | HŽ (Kroatië)                       | HŽ oranje                                      | 7122.033      |                                                                       |
| 1323   | HŽ (Kroatië)                       | HŽ oranje                                      | 7122.003      |                                                                       |
| 1324   | HŽ (Kroatië)                       | HŽ oranje                                      | 7122.021      |                                                                       |
| 1325   | NSB Berging og Beredskap           | NSB                                            | XR-YF1 1325   | Rangeerwagen                                                          |
| 1326   | Norrtåg/Botniatåg AB               | grijs met gele band                            |               | Maakt onderdeel van 62-vloot voor "serie" 34 (kijk in volgende tabel) |
| 1327   | HŽ (Kroatië)                       | HŽ oranje                                      | 7122.026      |                                                                       |
| 1328   | HŽ (Kroatië)                       | HŽ oranje                                      | 7122.021      |                                                                       |
| 1329   | HŽ (Kroatië)                       | HŽ oranje                                      | 7122.026      |                                                                       |
| 1330   | HŽ (Kroatië)                       | HŽ oranje                                      | 7122.023      |                                                                       |
| 1331   | NSB                                |                                                |               |                                                                       |
| 1333   | AFE                                | Lijkt de Nederlandse Sprinter                  | onbekend      |                                                                       |
| 1334   | Tekniska Verken → IBAB             | groen-wit met reclame "Biogas – ren drivkraft" |               | CNG-aandrijving                                                       |

## Treindiensten
De treinen werden ingezet op volgende trajecten
| Serie | Treinsoort              | Route | Bijzonderheden |
| ----- | ----------------------- | --- | --- |
| 37 38 | Stoptrein               | Gällivare – Jokkmokk – Arvidsjaur – Sorsele – Storuman – Dorotea – Östersund Centraal Östersund Centraal – Sveg – Mora | Rijdt slechts 1 keer per dag. De dienstregelingen van deze lijnen zijn totaal onafhankelijk van elkaar.             |
| 63    | Stoptrein               | Hallsberg – Mariestad – Lidköping – Herrljunga                                                                         | Rijdt een keer per dag doordeweeks verder naar Göteborg                                                             |
| 34    | Regionale trein         | Umeå Oost – Umeå Centraal – Vännäsby/Vännäs – Vindeln – Lycksele                                                       | Norrtåg. Stopt in het weekend ook in Vännäs waar het trein maakt kop Rijdt een keer per weekdag door naar Sundsvall |
| geen  | Toeristich/Museumdienst | Mellerud – Häverström – Dals Långed – Billingsfors – Bengtsfors Oost                                                   | Stichting Dal-Västra Värmlands Järnväg. Van Bengtsfors tot Årjäng is er spoorfietsvervoer mogelijk.                 |

## Foto's

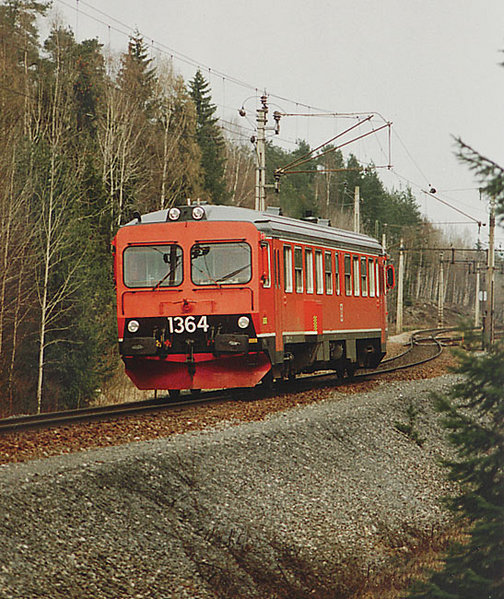
Nummer 1364 in de kleuren van Statens Järnvägar
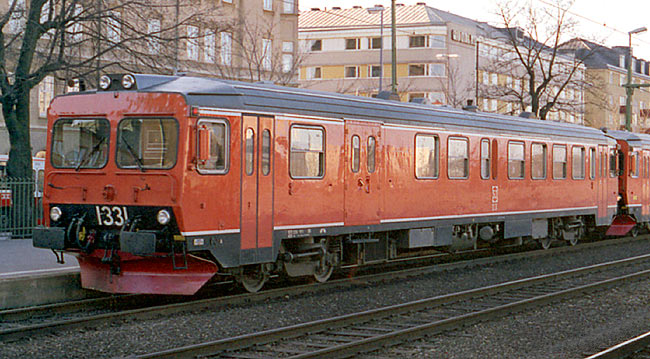
YF1 1331 in de kleuren van SJ
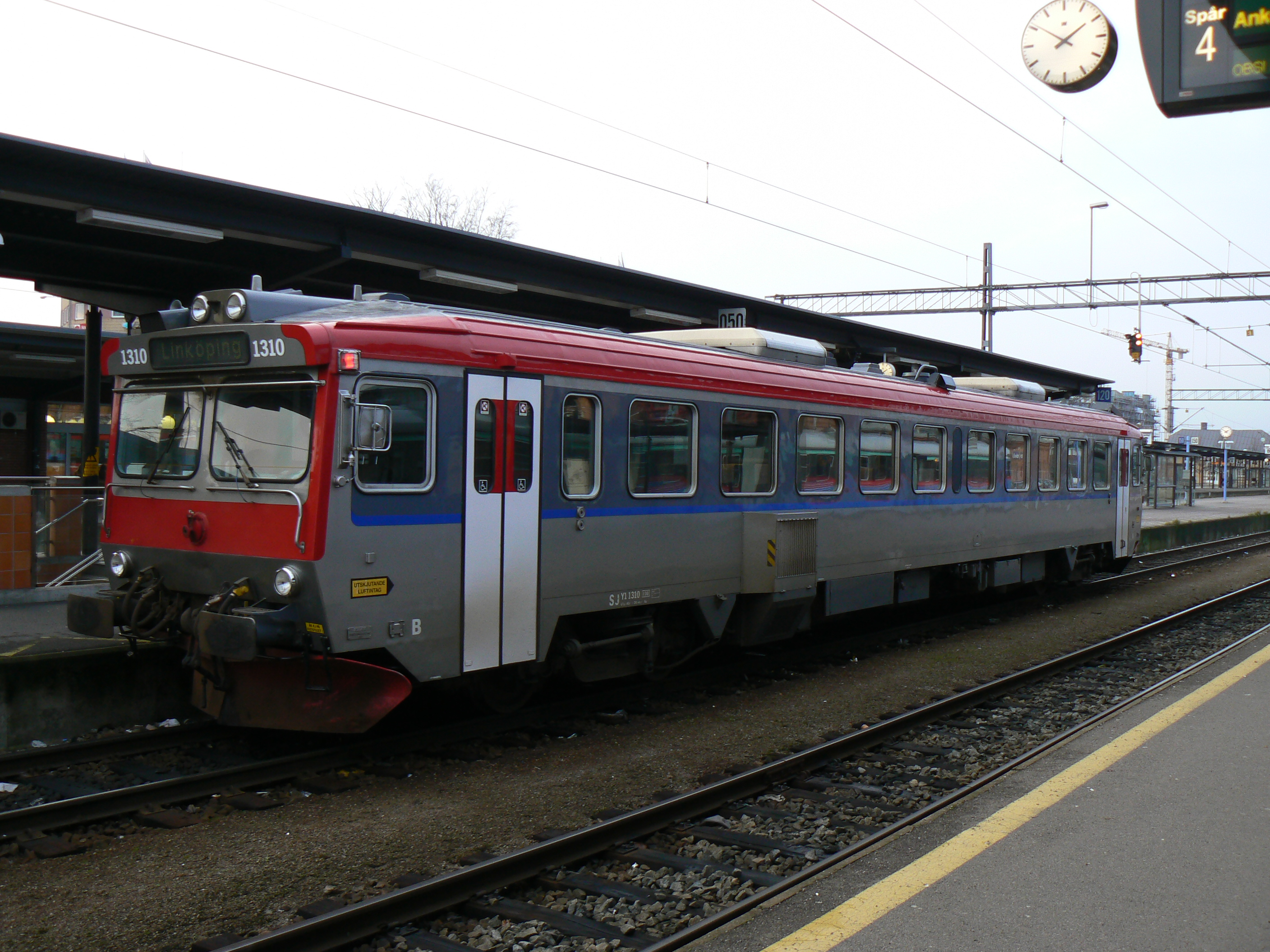
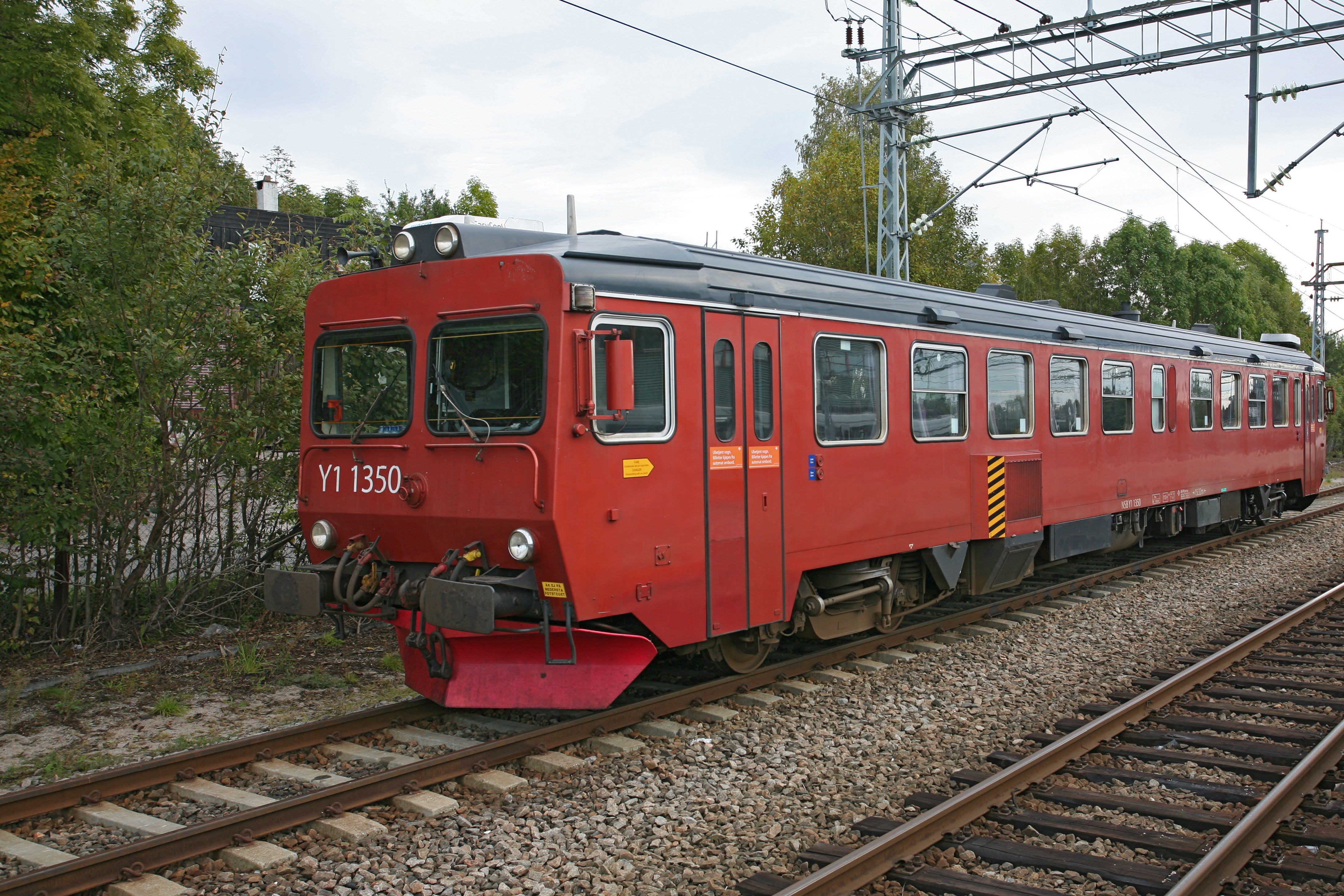
Motorwagen in de kleuren van SJ
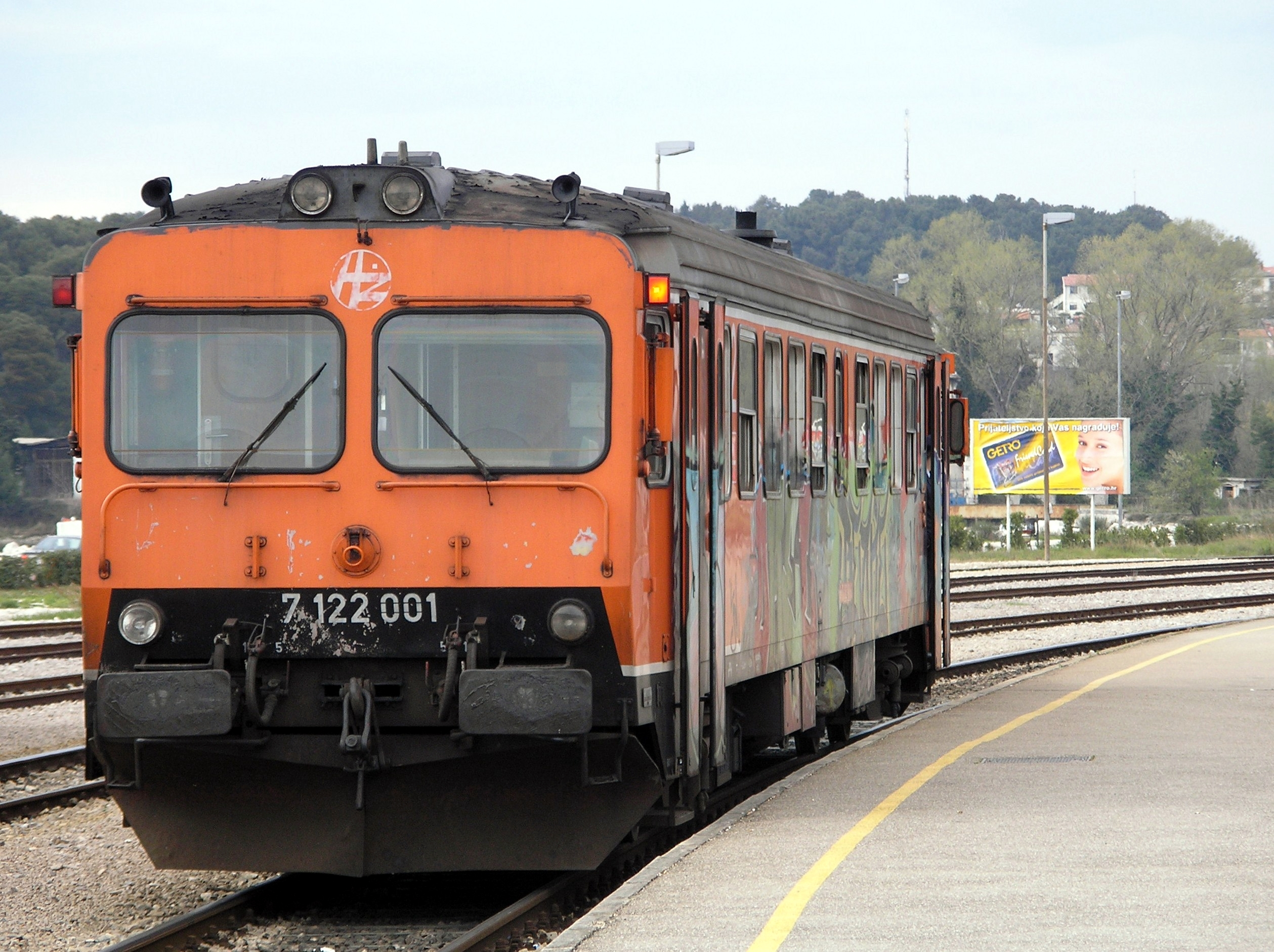
HẐ 7122.028/SJ Y1 1294
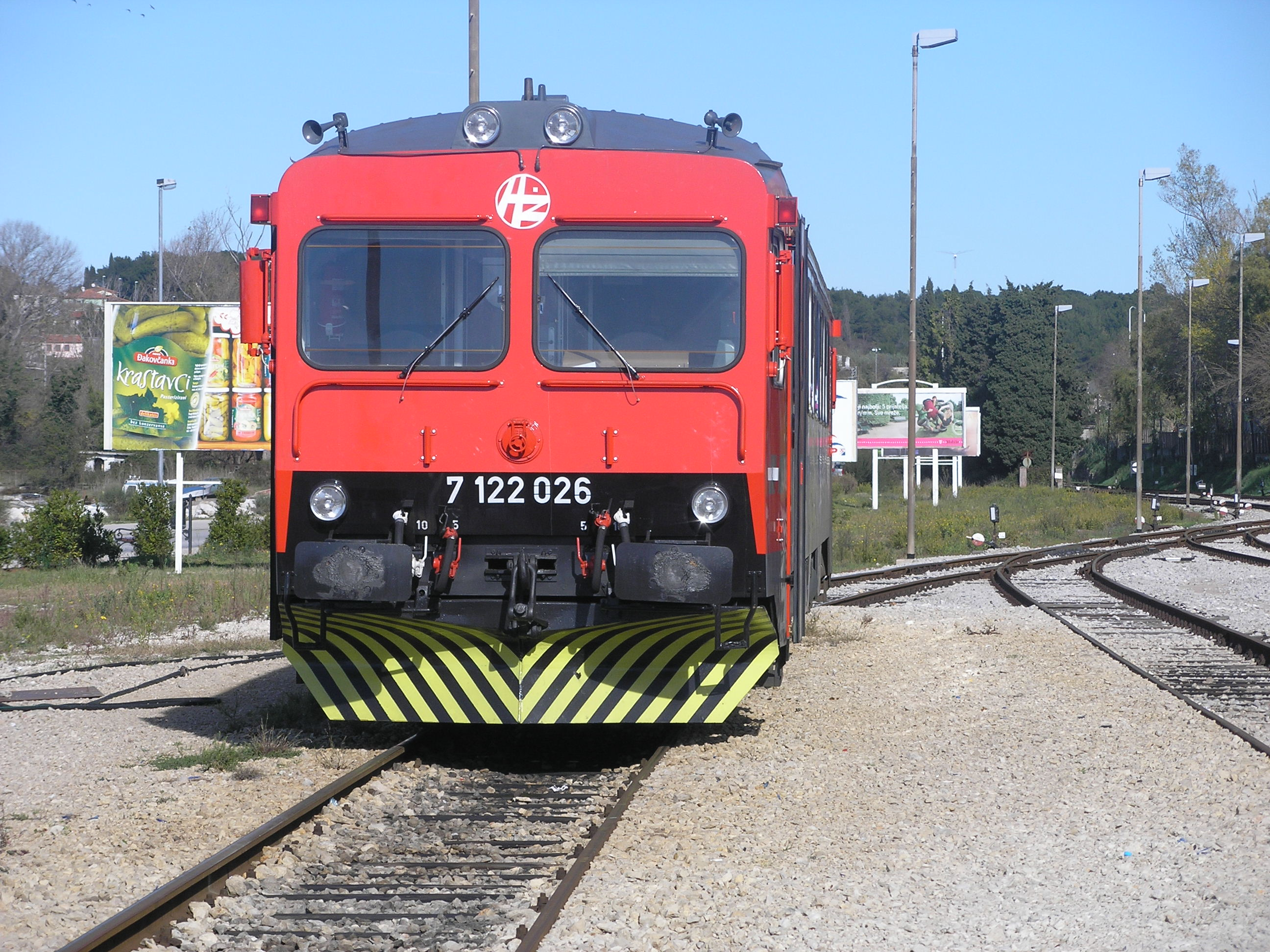
HẐ 7122.024 (vroegere Y1 1267)
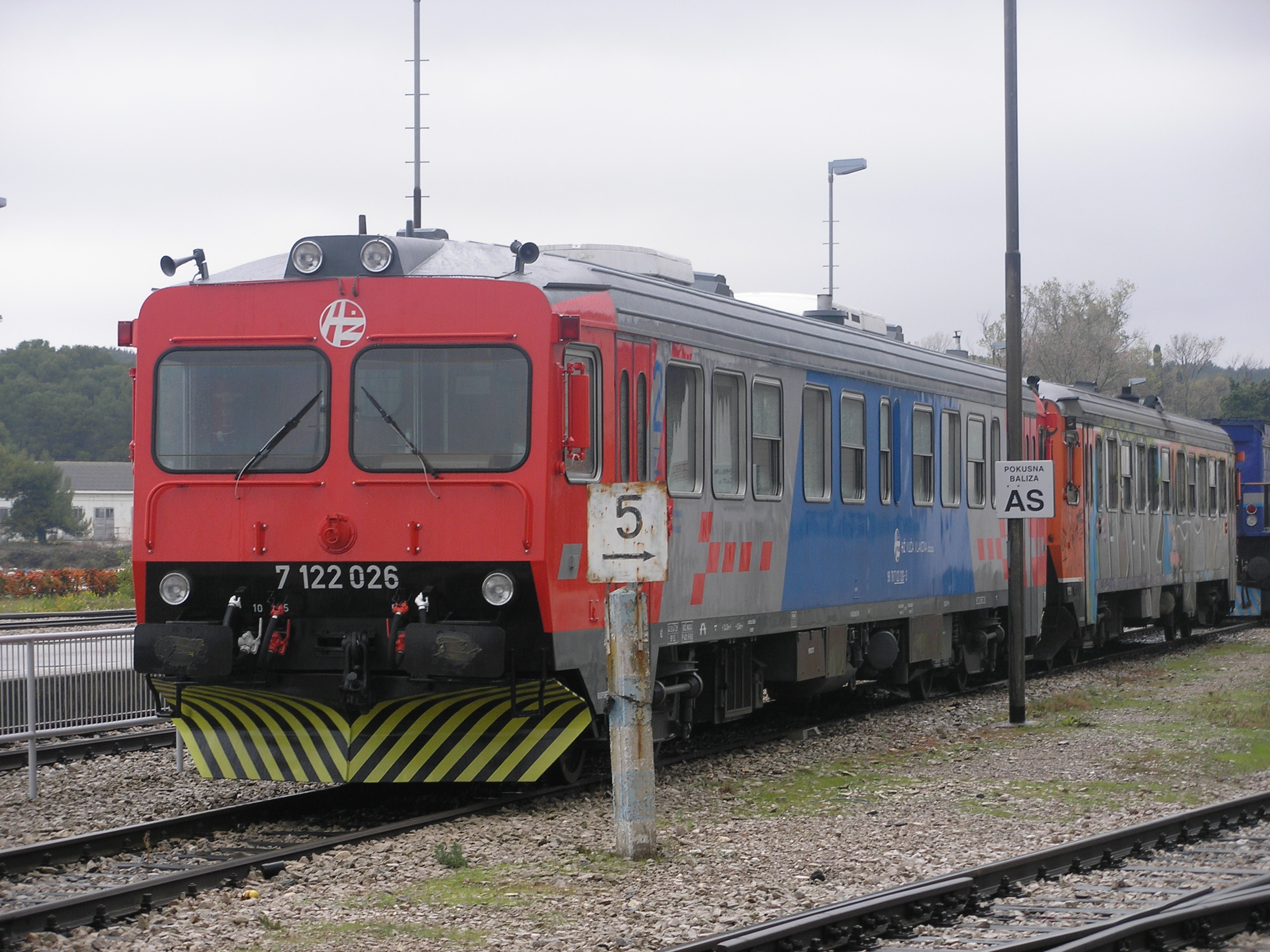
HẐ 7122.016, vroegere SJ Y1 1293.
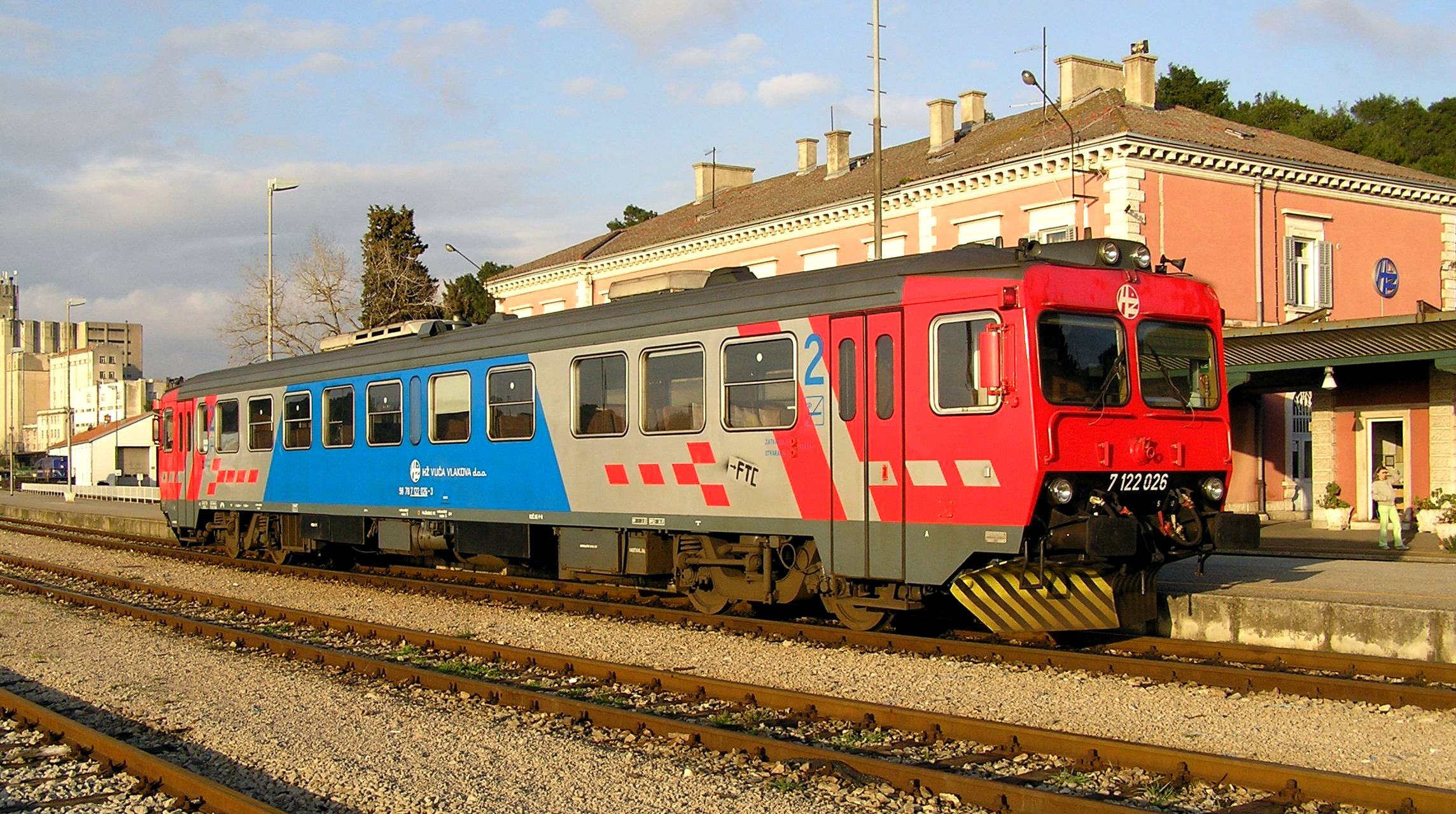
Een motorwagen op export. Huidige HẐ 7122.034 vroegere SJ Y! 1277
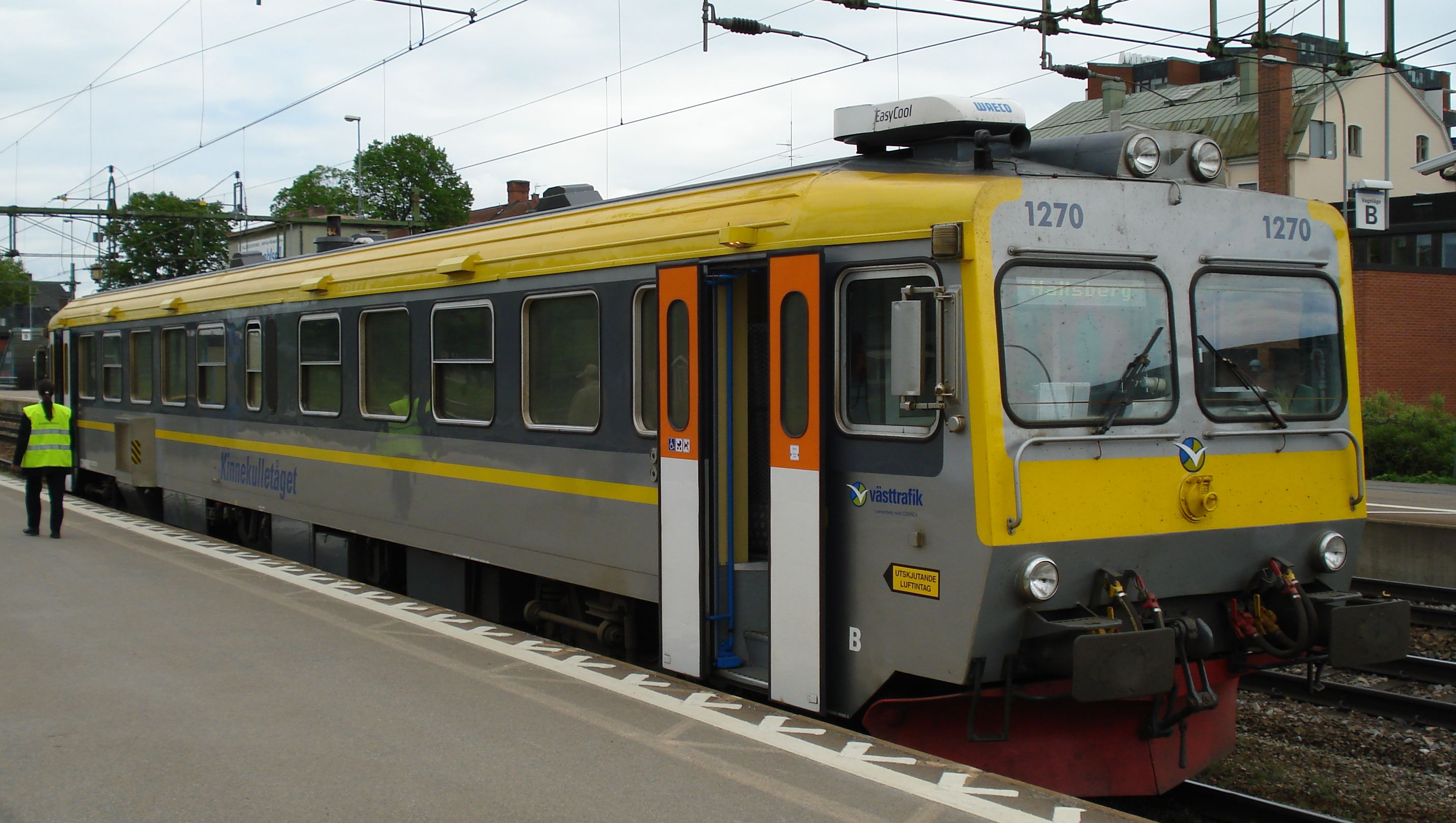
Motorwagen 1270 als Kinnekulletrein te Hallsberg.
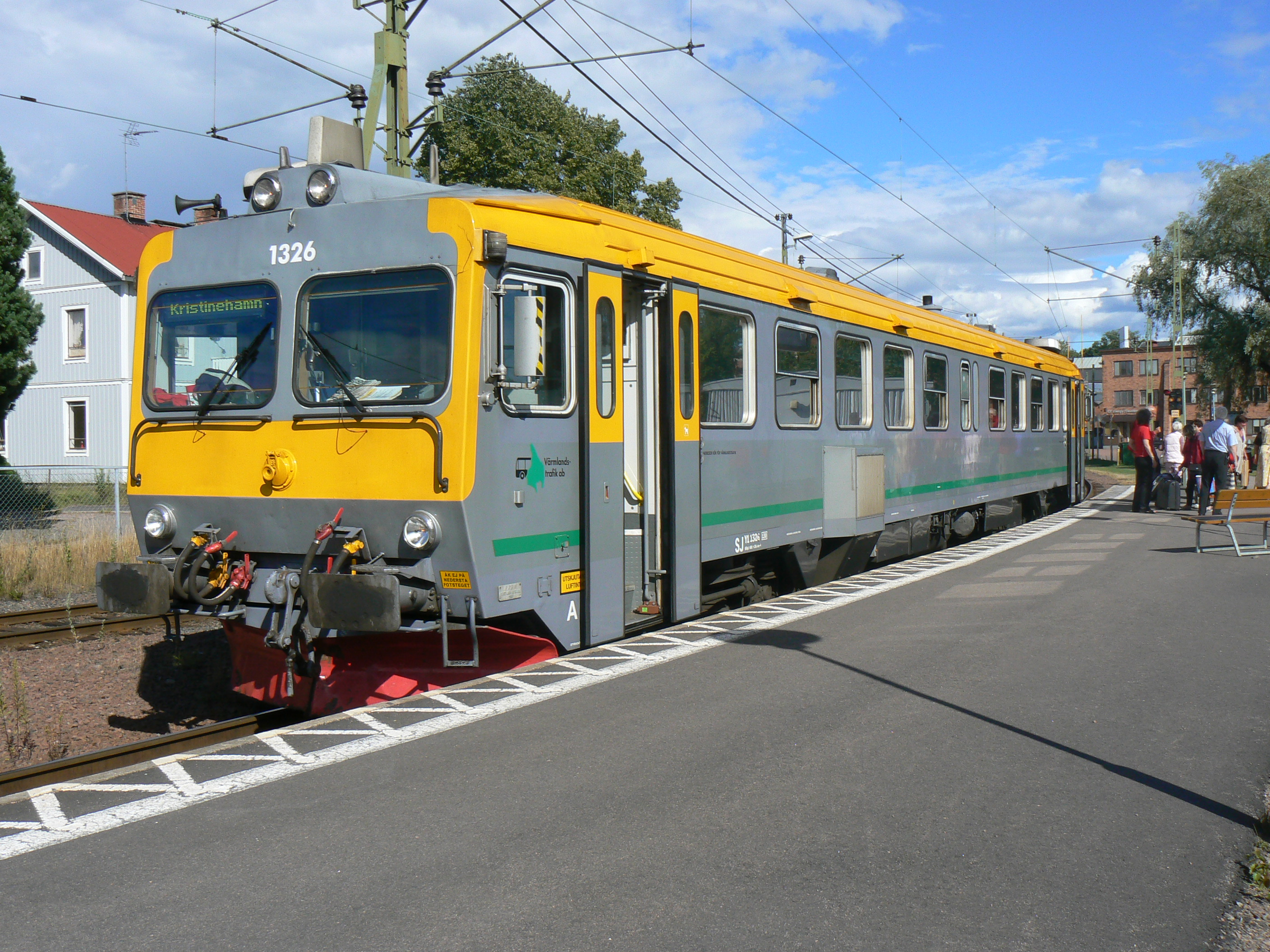
Een motorwagen van Värmlandstrafik
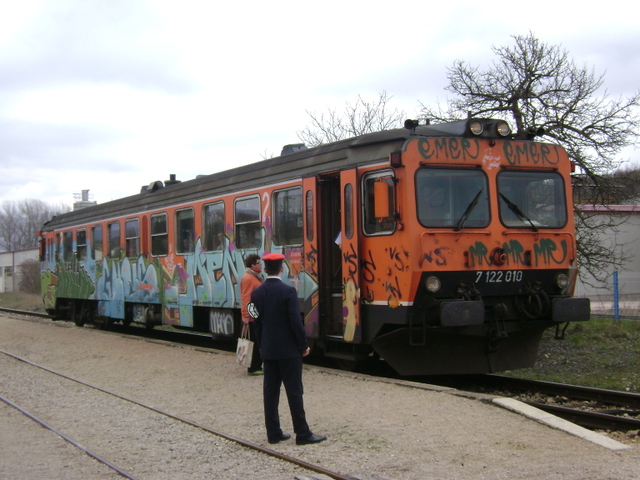
Motorwagen met graffiti